# Psapharoctes fanchonae
Psapharoctes fanchonae là một loài bọ cánh cứng trong họ Cerambycidae.